# Lebedew PTA-1
Das Militärflugzeug Lebedew PTA-1 (russisch Лебедев ПТА-1) war eine von Wladimir Lebedew für das russische Militär überarbeitete französische Farman IV, bei welcher er insbesondere den Aspekt einer leichten Montage und Demontage für den Landtransport über weite Strecken im Auge hatte.
Der äußerliche Hauptunterschied zum Ausgangsmuster war eine aerodynamische Verkleidung des Pilotensitzes. Die Maschine wurde 1911 fertiggestellt und zeigte die gleichen guten Leistungen wie das Ausgangsmuster. Es wurden zwei PTA-1 für das russische Militär gebaut, von denen eine für Notlandungen auf dem Wasser aufblasbare Pontons unter dem Unterflügel erhielt.
Die Idee eines leicht zu demontierenden Flugzeugs war mit diesem Muster in der Praxis aber nur schwer nutzbar. Vor allem die Montage unter Feldbedingungen dauerte wegen der vielen Spanndrähte über zwei Stunden und im demontierten Zustand war das Flugzeug zu sperrig für den Transport. Zur gleichen Zeit erscheinende Eindecker-Muster waren deutlich kleiner und für dieses Konzept besser verwendbar.
Siehe auch: Liste von Flugzeugtypen

## Technische Daten
| Kenngröße             | Daten                                                    |
| --------------------- | -------------------------------------------------------- |
| Besatzung             | 2                                                        |
| Spannweite            | 14,00 m oben 10,00 m unten                               |
| Flügelfläche          | 55,00 m²                                                 |
| Leermasse             | 300 kg                                                   |
| Startmasse            | 500 kg                                                   |
| Flächenbelastung      | 9,10 kp/m²                                               |
| Leistungsbelastung    | 10,00 kg/PS                                              |
| Triebwerk             | ein luftgekühlter Umlaufmotor Gnome, 50 PS Startleistung |
| Höchstgeschwindigkeit | 80 km/h                                                  |